# Miriti - Paraná
Miriti - Paraná är en corregimientos departamentale i Colombia.   Den ligger i departementet Amazonas, i den sydöstra delen av landet, 700 km sydost om huvudstaden Bogotá. Antalet invånare är 1 643.